# Notophthiracarus pararavidus
Notophthiracarus pararavidus är en kvalsterart som beskrevs av Wojciech Niedbała 2006. Notophthiracarus pararavidus ingår i släktet Notophthiracarus och familjen Phthiracaridae. Inga underarter finns listade i Catalogue of Life.